# ゼニット (ロケット)
ゼニット（ウクライナ語: Зеніт ゼニート；ロシア語: Зенит ズィニート:「天頂」を意味する）は、ウクライナおよびロシア（ソ連）の打ち上げロケット、ロケットシリーズである。

## 概要
ウクライナ・ドニプロペトロウシク所在の国営企業「M・K・ヤーンヘリ記念ピウデーンネ設計局」（ロシア語名「M・K・ヤーンゲリ記念ユージュノエ設計局」）で設計され、ユージュマシュ社で生産される。エネルギアの補助ブースターに、第2段・第3段を加えた衛星打上げロケットである。
ゼニットはエネルギアが初飛行する前の1985年に登場した。ゼニットの目的は2つあり、ひとつはエネルギアの補助ロケットとして、もうひとつは2段目を加えることにより単体の人工衛星打上げロケットとして運用する事である。また、ゼニットでソユーズ宇宙船を打ち上げる計画もあったが、ソビエト連邦の崩壊に伴い中止された。ゼニットはエネルギアのブースターにRD-120エンジンを持つ2段目を追加したもので、1段目のRD-171エンジンは4つの燃焼室とノズルを持ち、7,887 kNの推力がある。1段目、2段目共に燃料、酸化剤はケロシンと液体酸素を使用する。
ゼニットはさまざまな方法で能力増強が可能であり、再着火式の4段目を追加したり、アントノフAn-225輸送機から打ち上げたりすることが可能といわれている。
静止衛星打ち上げ用に3段目（ブロックDM）を追加したゼニット3SLはシーローンチ社の海上プラットフォームで東太平洋の赤道上から通信衛星を打ち上げている。2段式のゼニット2はカザフスタンのバイコヌール宇宙基地から打ち上げられる。ゼニットの1段目と2段目、また3SLの3段目エンジンはロシアから供給される。増強型のゼニット3SLBは2008年4月からバイコヌール宇宙基地から"ランド・ローンチ"として商業用の衛星の打上げに使用されている。
ゼニット3SLは36回打ち上げられ、うち32回が完全に成功した。1回は部分的成功で、3回は失敗した。最初の失敗は2000年3月12日にヒューズ・エアクラフト社製・ICO グローバル・コミュニケーション所有の通信衛星の打ち上げで起きた。この打ち上げではロケットのソフトウェアの誤りにより2段目の弁が閉じて失敗した。2回目の失敗は2007年1月30日のNSS-8通信衛星の打ち上げで、オーシャン・オデッセイ発射プラットホーム上でエンジンに点火した直後にロケットが爆発した。衛星は発射台上で破壊された。
16回の打上げを対象にした調査の結果、2001年3月18日の時点においてゼニット2は低軌道への単位重量あたりの打上げ費用が最も安く（1kgあたり2,567-3,667ドル）、1回あたりの総打ち上げ費用も3500–5000万ドルで最も低い事が明らかになった。

## 各段の詳細
|          | 第1段                        | 第2段                        | 第3段                        |
| -------- | ---------------------------- | ---------------------------- | ---------------------------- |
| エンジン | RD-171                       | RD-120 / RD-8                | RD-58M                       |
| 推力     | 8180 kN                      | 912 kN / 79,5 kN             | 84.9 kN                      |
| 比推力   | 337 秒                       | 349 秒                       | 352 秒                       |
| 燃焼時間 | 150 秒                       | 315 秒                       | 650 秒                       |
| 推進剤   | 灯油 (RP-1) / 液体酸素 (LOX) | 灯油 (RP-1) / 液体酸素 (LOX) | 灯油 (RP-1) / 液体酸素 (LOX) |

## 打ち上げ実績
|              | 総回数 | 成功 | 失敗（部分的失敗含む） | 成功率（小数点省略） |
| ------------ | ------ | ---- | ---------------------- | -------------------- |
| ゼニット2    | 36回   | 28回 | 8回                    | 78%                  |
| ゼニット3SL  | 36回   | 32回 | 4回                    | 89%                  |
| ゼニット2M   | 2回    | 2回  | なし                   | 100%                 |
| ゼニット3SLB | 6回    | 5回  | 1回                    | 83%                  |
| ゼニット3F   | 4回    | 4回  | なし                   | 100%                 |
| 各型合計     | 84回   | 71回 | 13回                   | 84%                  |

## 仕様

### 概要
|                         | ゼニット-2           | ゼニット-3SL                    |
| ----------------------- | -------------------- | ------------------------------- |
| 段数                    | 2段式                | 3段式                           |
| 全高                    | 57m                  | 59.6m                           |
| 総空重量                | 37,600 kg            | 40,320 kg                       |
| 総重量                  | 444,900 kg           | 462,200 kg                      |
| ペイロード              | 低軌道へ13.74 トン   | ≈GTOへ6トン                     |
| 射場                    | バイコヌール宇宙基地 | シーローンチ 海上プラットホーム |
| 1回あたりの打ち上げ費用 | ~$4500万ドル         | ~$9000万ドル                    |

### 打ち上げ能力

#### 2段式版 (ゼニット-2)
| LEOへのペイロード | LEOへのペイロード | 13,740 kg               |
| PEOへのペイロード | PEOへのペイロード | 5,000 kg                |
| GEOへのペイロード | GEOへのペイロード | GEOへは設計されていない |

#### 3段式版 (ゼニット-3SL)
| LEOへのペイロード | LEOへのペイロード | 6,100 kg, 3rd 構造上の限界   |
| MEOへのペイロード | MEOへのペイロード | 3,965 kg (10,000 km, 45°)    |
| GEOへのペイロード | GEOへのペイロード | 1,840 kg                     |
| GTOへのペイロード | GTOへのペイロード | 5,250 kg (6,000+ kgまで増強) |

## 派生機種

### 補助ロケット

#### エネルギア・ブースター
ゼニットの1段目はエネルギアロケットのブースターとして使用された。4基のゼニットが離陸時に推力を生み出すために装備される。エネルギアは計画中止までに2回打ち上げられた。

### 低軌道打上げロケット

#### ゼニット2

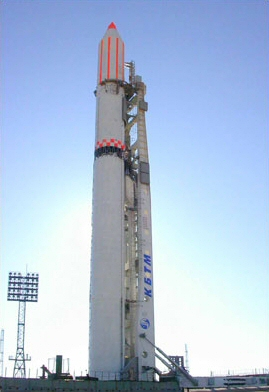
打ち上げを待つゼニット2

ゼニット2は低軌道打ち上げ用として最初に設計された2段式のゼニットである。1段目にRD-171エンジンを、2段目にRD-120を使用する。エネルギアの開発の遅延のためにエネルギアが打ち上げられる2年前の1985年4月13日に最初の打上げが行われた。

#### ゼニット 2M / 2SB / 2SLB
ゼニット2Mはゼニット2の制御装置の改良とエンジンの近代化を施した機種である。2007年6月29日に最初のゼニット2Mがロシアの軍用のコスモス衛星を打ち上げた。また2011年11月9日にはフォボス・グルントの打上げでゼニット2SBが用いられた。
なお、シーローンチの子会社のランド・ローンチがゼニット2Mを商業用に打ち上げる場合はゼニット2SLBという名称になるが、現在までゼニット2SLBは1度も打ち上げられていない。

### 中高軌道打上げロケット

#### ゼニット3SL
ゼニット3SLはシーローンチ用に開発された3段式ロケットである。2段目まではウクライナのSDO ユージュノエ/PO ユージュマシュによって生産された。3段目のブロック DM-SL上段ロケットはロシアのエネルギアから供給された。また打上げ時に衛星を保護するフェアリングはボーイングから供給された。
シーローンチで使用されるロケットはカリフォルニア州ロングビーチで組み立てられる。打上げは赤道に位置する海上プラットホームであるオーシャン・オデッセイで行われる。オーシャン・オデッセイは打上げ海域へのロケットの運搬にも使用される。2008年1月15日にゼニット3SLの打ち上げは回数は25回に達した。

#### ゼニット 3M / 3SLB
ゼニット3Mは、ゼニット3SLに使用されているブロック-DM上段ロケットをゼニット2Mに追加した機種である。バイコヌールから打ち上げられる。ランド・ローンチが商業打ち上げに用いる場合はゼニット3SLBと呼ばれる。初打上げは2008年4月28日で、ゼニット3SLBとして打上げられた。

#### ゼニット 3F / 3SLBF / 2SB/Fregat
ゼニット3Fは、ゼニット2Mにフレガート上段ロケットを加えた3段式の派生機種である。フレガートは既にソユーズロケットでより高い軌道へ衛星を投入するために使用された実績がある。最初の打上げは2011年1月20日（UTC）に行われた。この機体はゼニット2SB/Fregatと呼ばれている。2011年7月18日にも同タイプのロケットの打ち上げが行われた。
ランド・ローンチが商業打ち上げに用いる場合はゼニット3SLBFという名称になるが、現在までゼニット3SLBFは1度も打ち上げられていない。